# رئیس همه
رئیسِ همه (دانمارکی: Direktøren for det hele) یک فیلم کمدی دانمارکی به کارگردانی لارس فون تریه است که در سال ۲۰۰۶ منتشر شد.

## بازیگران
- ینس آلبینوس
- پیتر گانتسلر
- بندیکت ارلینگسون
- ایبن یایله
- میا لوینه
- کاسپر کریستنسن
- لوئیز میریتس
- ژان-مارک بار
- سوفی گرابول
- فریدریک ثور فریدریکسون